# 冀东五次反围攻战斗
冀东五次反围攻战斗，中国又称1938年冀东抗日大暴动或1938年冀东人民抗日大暴动，是中国抗日战争中，中日双方的发生战斗。
1938年7月，冀东人民暴动后，日、“伪”军对该地区进行5次围攻，在1－4次集中五、六千人，第5次集中两万多人。双方作战333次。